# Malvella sherardiana
Malvella sherardiana là một loài thực vật có hoa trong họ Cẩm quỳ. Loài này được (L.) Jaub. & Spach mô tả khoa học đầu tiên năm 1854.